# Piłaki Wielkie
Piłaki Wielkie (niem. Steinwalde, do 1923 Groß Pillacken) – wieś w Polsce położona w województwie warmińsko-mazurskim, w powiecie węgorzewskim, w gminie Pozezdrze.
W latach 1975–1998 miejscowość administracyjnie należała do województwa suwalskiego.

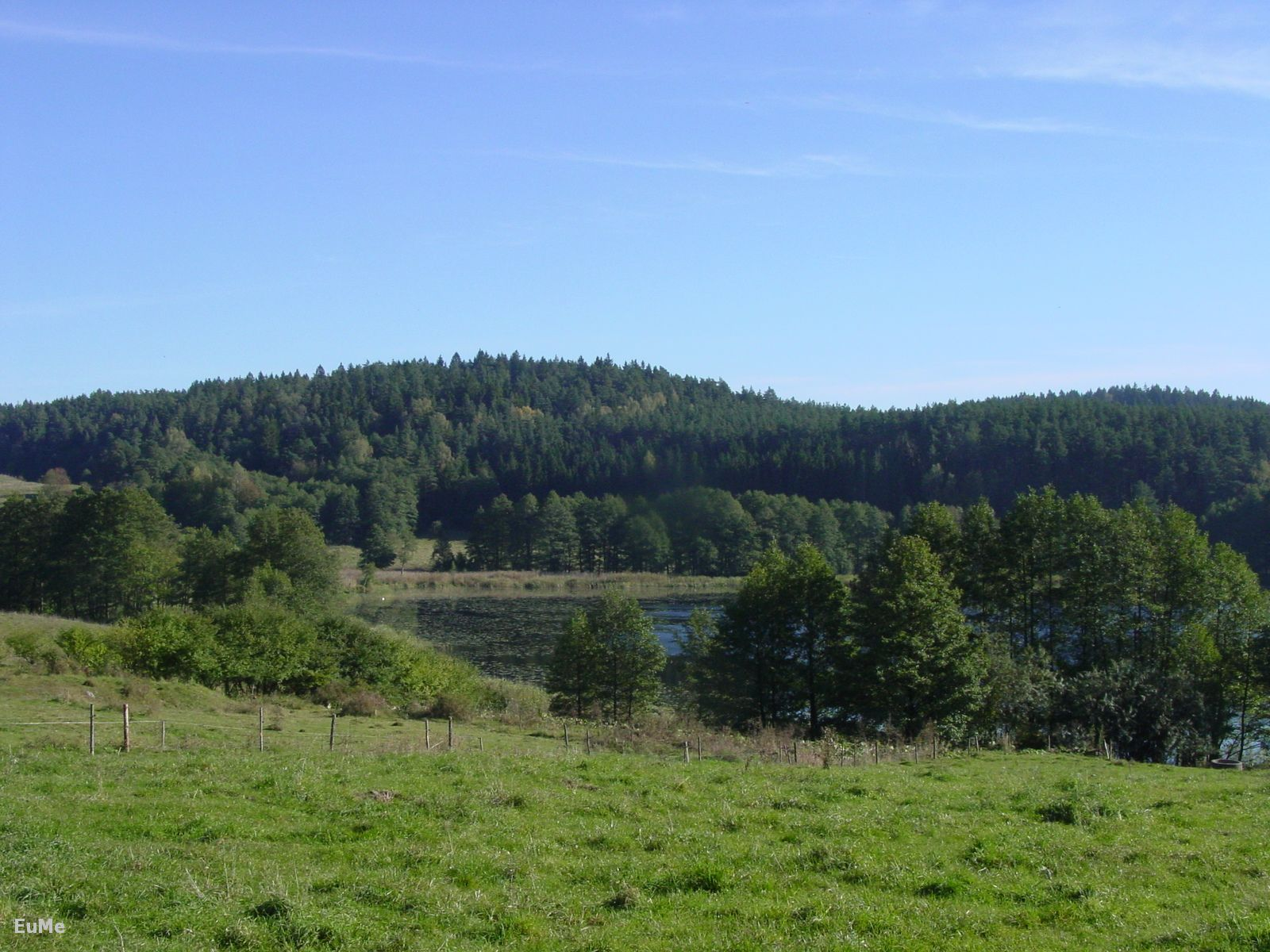
Widok na rezerwat Piłackie Wzgórza